# 樺焦油
樺焦油亦稱為樺瀝青，為樺樹樹皮經由乾餾程序後所產生之物質，並於充分加熱後呈現液體狀。

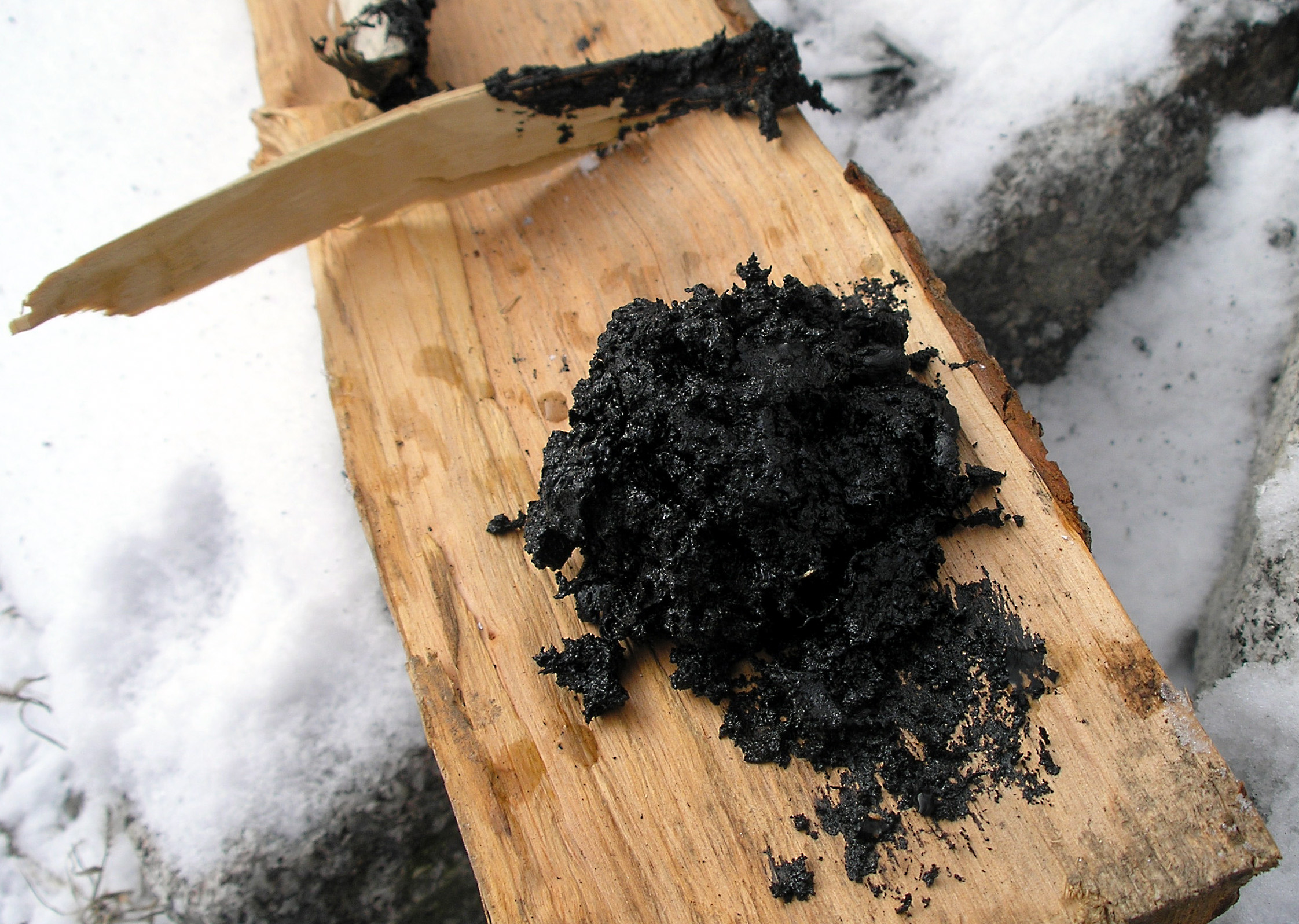
剛完成製作之樺焦油

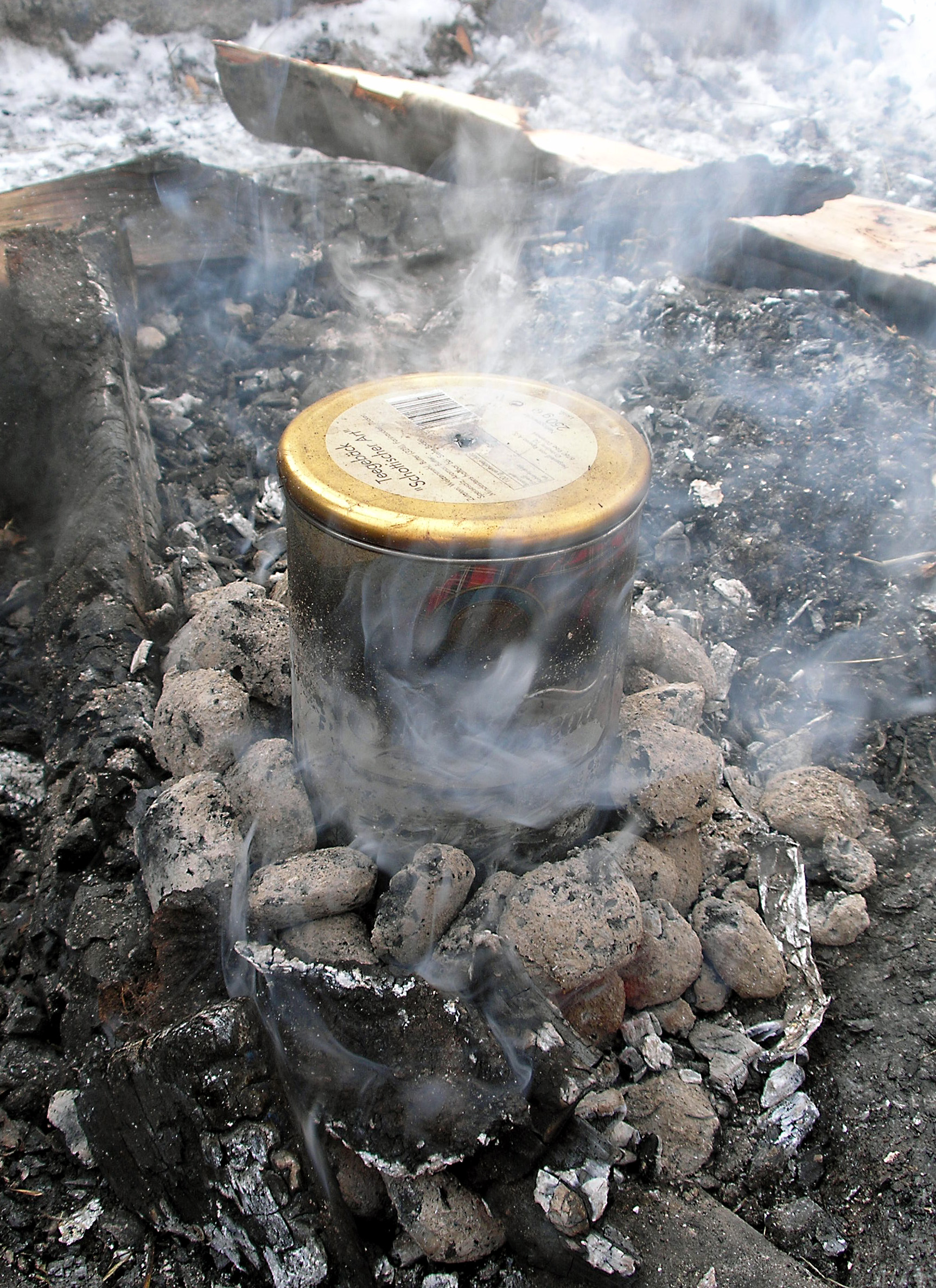
現代生產白樺焦油的方式：白樺樹皮在一個密閉條件的鍋中加熱；最終產出由樺焦油和灰燼。

## 用途

### 古代
研究發現舊石器時代至中石器時代初期，樺焦油就被廣泛作為粘合劑使用；已知尼安德塔人早於20萬年前就通過乾餾白樺樹皮的方式生產樺焦油。從2019年開始的一項研究表明，樺木焦油的生產可能是一個非常簡單的過程，僅需在露天條件下並利用光滑的垂直表面來收集燃燒樺樹皮所產生之焦油。為在荷蘭北海的罕見證據表明，尼安德塔人使用樺焦油製作小型“家用”石製工具。
中石器時代遺跡中更發現有利用樺焦油將箭翎及箭鏃接合於弓箭上與利用樺焦油固定綑綁用的生皮圈來製作石斧等證據。
芬蘭基里基發現了距今有5000年的樺焦油製口香糖，且至今仍帶有牙齒印記。保留在口香糖中的遺留物質使人們得以進行有關人口流動、食物類型以及牙齒上細菌的類型等研究。丹麥南部亦發現了距今有5700年的樺焦油製口香糖；研究團隊從咀嚼的樺焦油中檢測出完整的人類基因組和口腔微生物組。研究人員發現咀嚼者為女性，與歐洲大陸的狩獵採集者在遺傳上有密切相關性。

使用樺焦油固定的石製矛

### 現代
俄羅斯皮革由於鞣製後增加塗抹樺焦油的程序來達到防水效果，並且樺焦油供應的地理限制，使其成為17世紀和18世紀俄羅斯帝國的主要出口商品。塗抹樺焦油不只阻止了昆蟲的侵襲，並且增加怡人香氣的散發，被視為皮革品質的指標。樺焦油也用作香水的基礎調香，賦予香水皮革、焦油、煙熏和冬青的香氣；帝國皮革和某些肥皂亦將樺焦油作為增添香氣的成分。
樺焦油為一種有效的腹足綱驅逐劑 ，驅逐劑效果可持續約兩週。樺焦油與凡士林混合塗抹後柵欄對腹足綱的驅避力可持續數月之久。並且由於大量的酚類衍生物和萜類衍生物，使得樺焦油具有很強的防腐能力。

### 藥用
蘇聯將樺焦油用於製作治療皮膚創傷、燒傷、潰瘍和化膿的維斯涅夫斯基擦劑；然而長期使用將增加皮膚和造血系統生長惡性腫瘤的風險。
樺焦油常用於製作治療皮癬菌病及單純疱疹病毒的各式處方藥，如軟膏、糊劑，溶液的濃度範圍為1-30％。
波蘭將樺焦油限制為需處方簽要求之調配藥；烏克蘭和俄羅斯則為管制寬鬆之成藥。

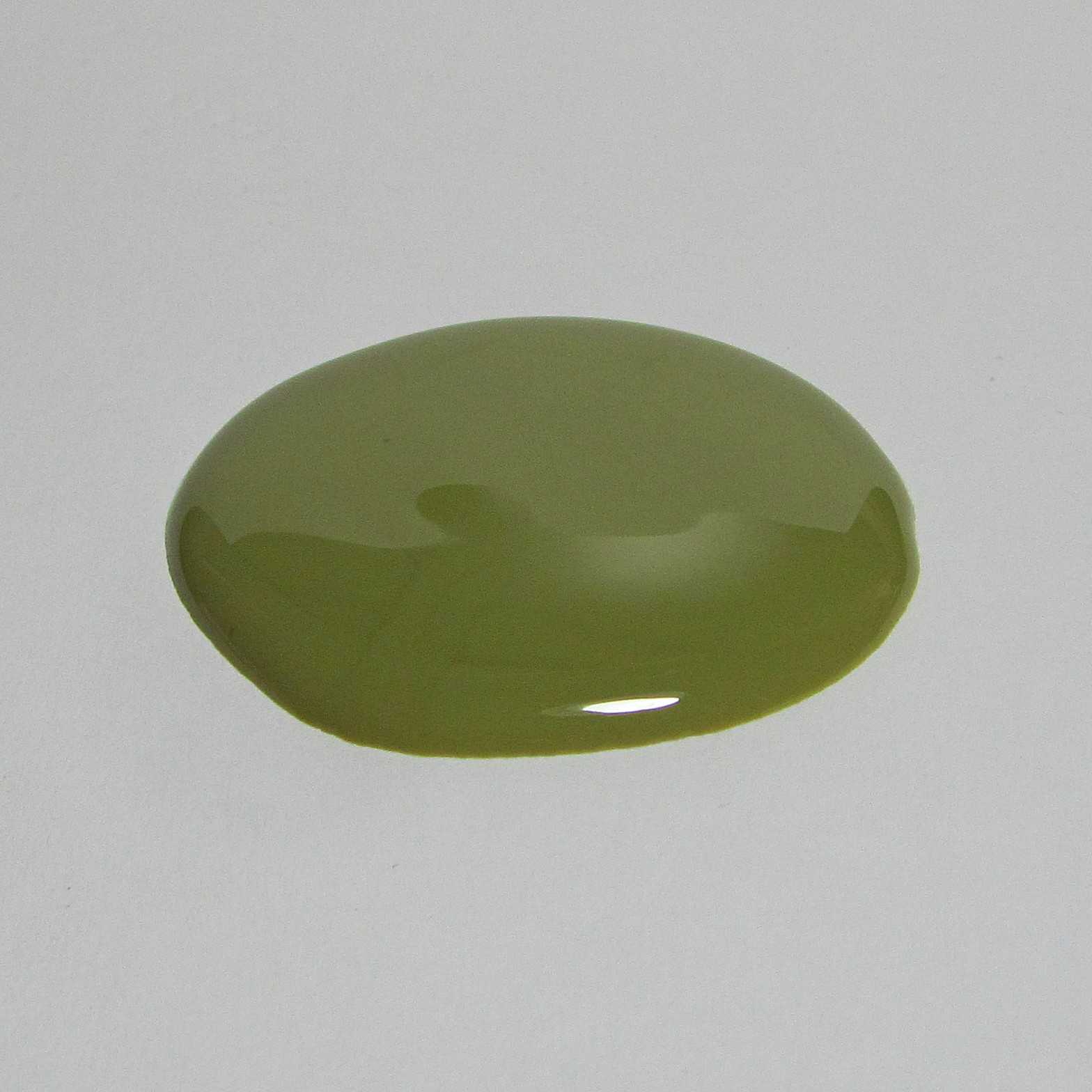
由樺焦油製作之維斯涅夫斯基擦劑（英语：Vishnevsky liniment）
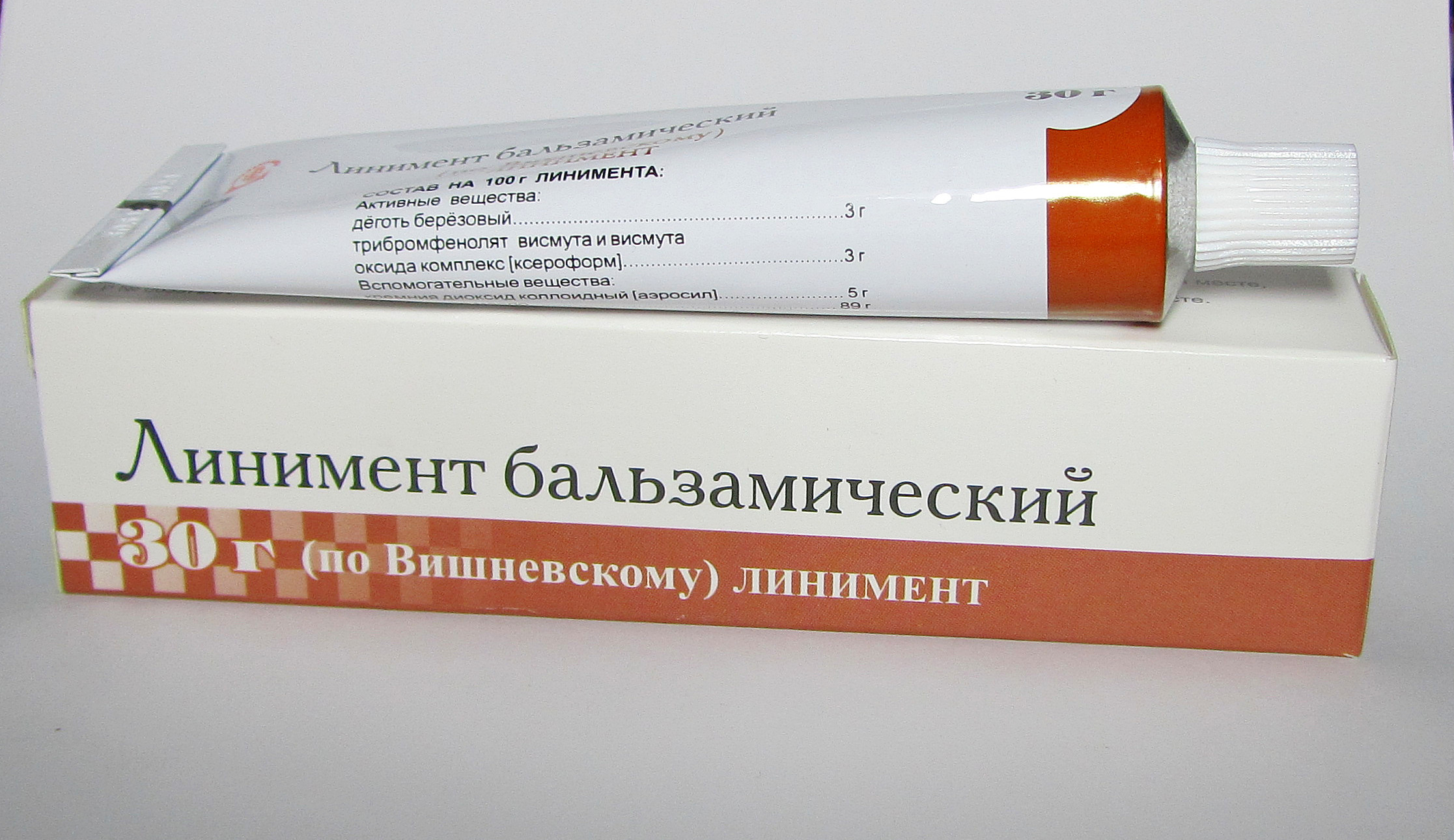
包裝內的維斯涅夫斯基擦劑

## 化學性質
樺焦油完全溶於醚、苯、戊醇、氯仿、二硫化碳和松節油，部分溶於石油醚，微溶於乙醇、乙酸和苯胺 。密度約為1.09公克/立方公分 。

### 成份
樺焦油成份含有䓛、菲、甲酚、苯酚、倍半萜、二甲苯酚、鄰苯二酚、白樺脂醇、愈創木酚及4-甲癒創木酚等有機化合物。

## 文獻
- 樺焦油製作方式 （页面存档备份，存于）
- 以樺焦油處理皮革 （页面存档备份，存于）
- Jürgen Weiner: Praktische Versuche zur Herstellung und Verwendung von Birkenpech. In: Archäologisches Korrespondenzblatt, Band 18, Nr. 4, 1988, S. 329–334.
- Jürgen Weiner: Wo sind die Retorten? Überlegungen zur Herstellung von Birkenpech im Neolithikum. In: Acta Praehistorica et Archaeologica, Band 23, 1991, S. 15–19.
- Jürgen Weiner: European Pre- and Protohistoric tar and pitch: A contribution to the history of research 1720-1999. In: Acta Archaeometrica. Band 1, Coburg 1999, S. 1–109.
- Jürgen Weiner: Another Word on Pitch. Some Comments on a "Sticky Issue" from Old Europe. In: Bulletin of Primitive Technology, Band 29, Heft 1, 2005, S. 20–27.
- Jürgen Weiner: Der älteste Kunststoff des Menschen: Birkenpech. In: T. Otten, J. Kunow, M. M. Rind, M. Trier (Hrsg.) Revolution Jungsteinzeit. Schriften zur Bodendenkmalpflege in Nordrhein-Westfalen 11,1. Darmstadt 2015, Seiten 229–230.
- Klaus Ruthenberg, Jürgen Weiner: Some "Tarry Substance" from the Wooden Bandkeramik Well of Erkelenz-Kückhoven (Northrhine-Westphalia, FRG). Discovery and Analysis. In: W. Brzesinski & W. Piotrowski (eds.): Proceedings of the First International Symposium on Wood Tar and Pitch, 1997, S. 29–33 (Warszawa).
- Andreas Kurzweil, Jürgen Weiner: Wo sind die Retorten? - Gedanken zur allothermen Herstellung von Birkenpech. In: Experimentelle Archäologie in Europa. Bilanz 2013, Heft 12, 2013, S. 10–19 (Unteruhldingen).
- Alfred Pawlik & Jürgen Thissen: Hafted armatures and multi-component tool design at the Micoquian site of Inden-Altdorf, Germany. In: Journal of Archaeological Science, Band 38, 2011, S. 1699–1708.
- Álvar Núñez Cabeza de Vaca: Schiffbrüche: Bericht über die Unglücksfahrt der Narváez-Expedition nach der Südküste Nordamerikas 1527–1536. 2., völlig neu bearb. Aufl., Renner, Haar bei München 1963, Seite 44